# Petersbach
Petersbach település Franciaországban, Bas-Rhin megyében. Lakosainak száma 677 fő (2022. január 1.). Petersbach Asswiller, Lohr, Ottwiller, La Petite-Pierre és Struth községekkel határos.

## Népesség
A település népességének változása:
| Lakosok száma | 657  | 642  | 651  | 647  | 653  | 660  | 665  | 669  | 677  |
|               | 2013 | 2015 | 2016 | 2017 | 2018 | 2019 | 2020 | 2021 | 2022 |